# Snowboard aux Jeux olympiques de 2018 - Half-pipe femmes
Navigation
Sotchi 2014 Pékin 2022
Le half-pipe féminin des Jeux olympiques d'hiver de 2018 a lieu du 12 février 2018 au 13 février 2018 au Bokwang Phoenix Park. L'épreuve est présente depuis les Jeux olympiques de 1998 qui se sont déroulés à Nagano, soit lors de la première apparition du snowboard aux Jeux d'hiver.

## Médaillés
| Or                     | Argent            | Bronze                    |
| Chloe Kim (États-Unis) | Liu Jiayu (Chine) | Arielle Gold (États-Unis) |

## Résultats

### Qualifications
| Rang | Dossard | Athlète           | Nationalité  | 1er Passage | 2e Passage | Meilleur | Notes |
| ---- | ------- | ----------------- | ------------ | ----------- | ---------- | -------- | ----- |
| 1    | 3       | Chloe Kim         | États-Unis   | 91,50       | 95,50      | 95,50    | Q     |
| 2    | 10      | Liu Jiayu         | Chine        | 87,75       | 41,00      | 87,75    | Q     |
| 3    | 11      | Haruna Matsumoto  | Japon        | 80,75       | 84,25      | 84,25    | Q     |
| 4    | 1       | Maddie Mastro     | États-Unis   | 83,75       | 76,00      | 83,75    | Q     |
| 5    | 2       | Queralt Castellet | Espagne      | 71,50       | 45,50      | 71,50    | Q     |
| 6    | 15      | Cai Xuetong       | Chine        | 65,75       | 69,00      | 69,00    | Q     |
| 7    | 16      | Sena Tomita       | Japon        | 59,50       | 66,75      | 66,75    | Q     |
| 8    | 5       | Emily Arthur      | Australie    | 30,25       | 66,50      | 66,50    | Q     |
| 9    | 4       | Sophie Rodriguez  | France       | 65,00       | 13,50      | 65,00    | Q     |
| 10   | 9       | Mirabelle Thovex  | France       | 62,25       | 62,75      | 62,75    | Q     |
| 11   | 8       | Kelly Clark       | États-Unis   | 41,00       | 63,25      | 63,25    | Q     |
| 12   | 14      | Arielle Gold      | États-Unis   | 17,50       | 62,75      | 62,75    | Q     |
| 13   | 13      | Holly Crawford    | Australie    | 57,50       | 20,00      | 57,50    |       |
| 14   | 17      | Verena Rohrer     | Suisse       | 16,50       | 55,00      | 55,00    |       |
| 15   | 6       | Kurumi Imai       | Japon        | 54,75       | 50,00      | 54,75    |       |
| 16   | 19      | Qiu Leng          | Chine        | 50,75       | 53,75      | 53,75    |       |
| 17   | 12      | Hikaru Oe         | Japon        | 10,00       | 51,00      | 51,00    |       |
| 18   | 18      | Mercedes Nicoll   | Canada       | 50,00       | 48,00      | 50,00    |       |
| 19   | 20      | Elizabeth Hosking | Canada       | 25,25       | 36,75      | 36,75    |       |
| 20   | 22      | Kwon Su-noo       | Corée du Sud | 19,25       | 35,00      | 35,00    |       |
| 21   | 21      | Kaja Verdnik      | Slovénie     | 24,75       | 34,00      | 34,00    |       |
| 22   | 7       | Li Shuang         | Chine        | 24,50       | 9,25       | 24,50    |       |
| 23   | 24      | Calynn Irwin      | Canada       | 23,25       | 16,25      | 23,25    |       |
| 24   | 23      | Clémence Grimal   | France       | 14,25       | 13,00      | 14,25    |       |

### Finale
| Rang                                | Dossard | Athlète           | Nationalité | 1er Passage | 2e Passage | 3e Passage | Meilleur | Notes |
| ----------------------------------- | ------- | ----------------- | ----------- | ----------- | ---------- | ---------- | -------- | ----- |
| Médaille d'or, Jeux olympiques      | 12      | Chloe Kim         | États-Unis  | 93,75       | 41,50      | 98,25      | 98,25    |       |
| Médaille d'argent, Jeux olympiques  | 11      | Liu Jiayu         | Chine       | 85,50       | 89,75      | 49,00      | 89,75    |       |
| Médaille de bronze, Jeux olympiques | 1       | Arielle Gold      | États-Unis  | 10,50       | 74,75      | 85,75      | 85,75    |       |
| 4                                   | 2       | Kelly Clark       | États-Unis  | 76,25       | 81,75      | 83,50      | 83,50    |       |
| 5                                   | 7       | Cai Xuetong       | Chine       | 20,50       | 41,25      | 76,50      | 76,50    |       |
| 6                                   | 10      | Haruna Matsumoto  | Japon       | 70,00       | 46,25      | 65,75      | 70,00    |       |
| 7                                   | 8       | Queralt Castellet | Espagne     | 59,75       | 67,75      | 43,75      | 67,75    |       |
| 8                                   | 6       | Sena Tomita       | Japon       | 65,25       | 34,50      | 60,50      | 65,25    |       |
| 9                                   | 3       | Mirabelle Thovex  | France      | 59,50       | 30,25      | 63,00      | 63,00    |       |
| 10                                  | 4       | Sophie Rodriguez  | France      | 50,50       | 14,75      | 13,75      | 50,50    |       |
| 11                                  | 5       | Emily Arthur      | Australie   | 48,25       | 9,25       | 25,00      | 48,25    |       |
| 12                                  | 9       | Maddie Mastro     | États-Unis  | 14,00       | 7,50       | 6,50       | 14,00    |       |